# 女皇の帝国
『女皇の帝国』（じょこうのていこく）は、吉田親司によって2007年から2010年にかけて書かれた架空戦記シリーズ。「ソ連による日本占領」という事態を軸に、皇室の内親王をヒロインに据えて描いた作品。編集部から原案を提示され執筆が開始された。

## あらすじ
列強の野心と欲望が世界のルールとして通用していた20世紀。極東の国・大日本帝国は、1941年12月8日のソ連軍侵攻により本土を占領されてしまった。
日本を統べる王となったスターリンは日本支配を盤石なものとするため、ヨーロッパを歴訪していた桃園宮那子内親王の確保を命じた。彼女は、未知のウイルス・新黒死病が猛威を振るったカリフォルニア・シンドロームにおいて活躍し、その名声は日本はもとより世界中に轟いていた。そんな彼女を野放しにしておけば、必ず厄介な存在になるとスターリンは考えたのだ。
迫り来る追手イワン・チェロメイの追跡を振り切った那子は、脱出に成功した残存艦隊と共にハワイに赴き、同盟国であるアメリカの支援を得ようとした。しかし、カリフォルニア・シンドロームによって疲弊していたアメリカにはソ連に対抗出来る力はなく、那子たちを厄介者として追い払った。
しかし、スターリンは日米を一度に葬れる機会を見逃さず、大規模な空母部隊をハワイに派遣し真珠湾を奇襲攻撃した。ここに至りアメリカは覚悟を決め、日本と連合してソ連と戦う道を選ぶ。そして那子は連合軍総司令官として、祖国奪還を果たすべく戦場に立った。

## 登場人物

### 大日本帝国
桃園宮 那子内親王（とうえんのみや なこないしんのう）
年齢 - 15歳→16歳
階級 - 海軍少佐→海軍元帥
本作のヒロイン。皇室の内親王。カリフォルニア・シンドロームの際に現地で支援活動を行い、その功績によって1939年にノーベル平和賞を受賞しており、海外から絶大な人気を得ている。
外国に嫁ぐことを想定した教育を受けたため諸外国の言語に精通しており、通訳なしで会話が可能。また、空を飛ぶことが好きで、特にオートジャイロ〈海兎〉を気に入っている。小太刀の達人であり、名刀・雌雄之海馬を常に持ち歩いている。会話をする際は常に雅言葉だが、親しい人といる時や興奮状態にある時には素の言葉遣いになってしまう。花札が得意で、かなりの腕前。好奇心旺盛なため突拍子もない行動に出ることが多々あり、周囲の大人たちを心配させることがしばしばある。
皇室に生を受けた者としての責任と義務を感じ、常に国民を想い無私の精神で行動しているが、幼い年齢のためその重責に押し潰されそうになることもある。
自身の許に集まった各国の艦隊を束ね、多国籍合同艦隊の司令長官として祖国を取り戻すため陣頭に立ち、ソ連軍との戦いの指揮を執る。
東雲 薫子（しののめ かおるこ）
年齢 - 30歳前後
那子の護衛を務める侍従頭。那子が4歳の頃から世話役をしており、那子にとっては姉のような存在。酔八仙拳の達人であり、男が5～6人相手でも敵わない実力を持つ。その反面乗り物酔いが激しく、特に船に乗るとほぼ寝たきりの状態になる。東山の従姉であり、彼を「紀ちゃん」と呼んでからかうのを楽しみとしている。
自由奔放に行動する那子には手を焼いている。那子の名誉を傷付ける者は、相手が何者であろうと容赦しない。那子の身を誰よりも案じ、行き過ぎた行動を取る那子の諌め役を自認しており、必要とあらば折檻さえ厭わない。
東山 紀彦（ひがしやま のりひこ）
年齢 - 27歳
階級 - 陸軍中佐
東山男爵家の二男。近衛師団に所属しており、宮城の警備を担当している。東雲の従弟であり、彼女に頭が上がらない。
ソ連軍侵攻の際には光文天皇を護衛して日本を脱出。その後はK部隊指揮官として舞鶴に潜伏し、情報収集や破壊活動に従事。連合軍の総攻撃に呼応して京都奪還を図る。
黛 治夫（まゆずみ はるお）
年齢 - 42歳
階級 - 海軍大佐
皇室御召艦〈銀河〉艦長。砲術の専門家で、当初は新造戦艦への配属が内定していたが、権威に媚びない姿勢を光文天皇に買われ、急遽〈銀河〉艦長への配属が決まった。憧れの艦長となったものの、じゃじゃ馬の那子に世話を焼かされることを面倒に思っているが、那子の意見を堂々と否定したり意見具申を行うなど、光文天皇の期待通りの働きをしている。
山本 五十六（やまもと いそろく）
階級 - 海軍大将
連合艦隊司令長官。ソ連軍侵攻の際には、戦艦〈大和〉に座乗し脱出した。元帥となった那子の補佐を務め、作戦立案や助言を行っている。「情の人」と呼ばれており、那子の真摯な姿勢を見て涙を流している。また、大の博打好きであり、花札で那子を負かしている。
小澤 治三郎（おざわ じさぶろう）
階級 - 海軍中将
ソ連軍侵攻の際に機動部隊を引き連れ脱出。戦艦〈大和〉との合流を果たし、以後も空母部隊の指揮を執っている。
一木 清直（いちき きよなお）
階級 - 陸軍大佐
K部隊の統括指揮官。舞鶴で戦果を挙げている東山に対抗心を燃やし、佐世保にある戦艦〈武蔵〉の奪取を図る。
源田 実（げんだ みのる）
階級 - 海軍中佐
氷山空母〈八尺瓊勾玉〉の統合飛行長。ソ連軍に与した南雲に反感を抱いている。
南部 輔清（なんぶ すけきよ）
階級 - 海軍少佐
潜水艦〈伊815〉艦長。東京48時間戦争の際に、那子と共に京都近郊に向かう。
石原 承太郎（いしはら じょうたろう）
階級 - 陸軍予備役少将
舞鶴要塞司令官や第三戦車大隊長を務めた将校。類まれな才能を有しているが、口が悪く横柄な性格が災いし、上層部に忌避され50代で予備役に編入されてしまう。ソ連軍侵攻の際には「要注意人物」のトップとして拘束され、舞鶴収容所に収監されている。
史実における石原莞爾に相当する人物。
光文天皇 / 乃美宮 聖仁（こうぶんてんのう / のみのみや きよひと）
年齢 - 46歳
階級 - 陸海軍大元帥
作中世界の天皇。那子姉弟の父。
后・花寿皇后の病死を受け人間宣言を発布。自主的に大権を放棄し政治からは遠ざかったものの、その言葉には全国民を動かす力がある。国民からは絶大な信奉を得ており、自身もまた深い慈しみの心を以て国民に接している。自身を裏切った大賀碕への情状酌量を口にするなど、やや甘い面も見られる。
ソ連軍侵攻の際には東山と共に脱出。戦艦〈大和〉と合流し、セイロン島で事態を見守っている。
花寿皇后 / 襠野宮 朋子（かじゅこうごう / まちのみや ともこ）
光文天皇の后。那子姉弟の母。カリフォルニア・シンドロームの際に那子と共に救助活動に参加したが、そこで新黒死病に感染し病死した。
鎚宮 那由仁親王（つちのみや なゆひとしんのう）
年齢 - 3歳
皇太子。那子の弟。新黒死病に感染し、公式には冬は沖縄・夏は北海道で闘病生活を送っているとされているが、実はアラスカで発病を防ぐため人体冷凍されている。
大賀碕 発観（おおがさき ほつみ）
年齢 - 30代後半
大膳頭を務める子爵。革命政権の首相の座と引き換えに、日本をソ連に売り渡す。後にスターリンに約束を反故にされ、処刑された。
駒条宮 澪子（くじょうのみや みこ）
年齢 - 15歳
『女皇の帝国外伝』のヒロイン。駒条宮公爵家の令嬢で、那子とは縁戚関係にある。本作でも那子の影武者として行動している。
黒磯 真澄（くろいそ ますみ）
外伝に登場する澪子のボディーガード。本作でも澪子の護衛をしている。
蠣崎 潤也（かきざき じゅんや）
外伝に登場する少年。本作では氷山空母〈八尺瓊勾玉〉の対空戦車整備員として登場。
紀元 ハツ（きもと はつ）
外伝に登場する看護婦。本作では氷山空母〈八尺瓊勾玉〉の従軍看護婦として登場。

### ソビエト連邦
ヨゼフ・スターリン
階級 - 海軍大将
極東コミンテルン議長兼日本解放軍総司令官。モスクワ政界での権力闘争に敗れ政治将校に転身し、海軍を掌握した。特に拠点である太平洋艦隊は「スターリンの私兵部隊」とまで呼ばれている。
冷酷かつ無慈悲な性格で、部下を使い捨ての駒としか見ておらず、利用価値が無くなれば即座に処刑する。そのため、取り巻きはスターリンの顔色を窺うイエスマンばかりになってしまい、戦況の実態が掴めていない。自身がモスクワ政界から快く思われていないことを自覚しており、理由を付けて粛清しようとする党中央の追及を逃れるための保身術にも長けている。
レーニン死後のモスクワ政界に返り咲くことを狙い、点数稼ぎとして日本侵略の総指揮官となる。"粘菌13号"の無差別散布をちらつかせ恐怖支配を敷いている。
イワン・チェロメイ
階級 - 海軍中佐→海軍大佐
NKGBに所属する政治将校で、スターリンの側近。那子の身柄を確保するためイスタンブールに派遣される。
上に媚びへつらい、下には権威を笠に着て傲慢に振る舞う俗物。自身の身を守るために実行不可能な命令を下し兵士を無駄死にさせ、かつ部下の手柄を横取りし出世の糧とする人間であり、那子やアスランを始め、彼と接した人物の大半から侮蔑の感情を向けられている。その一方、実行部隊の指揮官として那子の捕獲に赴いたり、艦隊司令として前線に出撃するなど行動力はあるが、それに実績が伴うことは皆無である。
スターリンの後釜として日本の占領総督となり、それを足掛かりにモスクワ政界での地位を望むなど、スターリン同様に実力以上の見返りを求める野心家である。また、万が一を考え自身に責任が及ばないように保険を掛けるなど、保身術に長けている点も共通している。
数々の失態からスターリンの信用を失い、厄介払い同然にアスラン配下の太平洋解放艦隊統合参謀長に任命される。アスランのことを「先祖の七光り」と軽蔑しており、アスランを出し抜いて出世街道に舞い戻ろうと戦艦〈ツングースカ〉に乗り込み那子の命を狙う。
アスラン・ロジェストヴェンスキー
年齢 - 33歳
階級 - 海軍大佐→海軍少将→海軍中将
日本海海戦の敗将・ジノヴィー・ロジェストヴェンスキーの末裔とされているが、正体は革命で没落した貴族の捨て子。共産党の政治宣伝のために10歳でロジェストヴェンスキー家の養子となり、以来「ロジェストヴェンスキー提督の末裔」を演じてきた。
策略家であり、徹底した情報収集と緻密な計算の下に作戦を立案する。利用出来るものは全て利用する性分で、「ロジェストヴェンスキー提督の末裔」という立場さえ部下の鼓舞のため利用している。
モスクワ政界の意を汲み、太平洋解放艦隊司令長官として日本に着任。氷山空母の解明と併せ日本残存艦隊の撃滅に当たる。
ライサ・ココツェフ
階級 - 海軍少尉
アスランの個人書記を務める女性将校。書記としては致命的なまでに記憶力が悪く、常に備忘録を持ち歩いている。両親は熱心な共産党員であり、「祖国への奉仕」という名の口減らしで海軍へ入隊させられた。アレクセイの従妹であり、周囲からは有能な彼と常に比較され、肩身の狭い思いをしている。
過酷な軍隊生活に心身共に追い詰められており、精神を保つために「有能なアスランの部下」としての自分に存在意義を見出している。他の将兵と同様アスランに心酔しているが、その心酔度は崇拝の域にまで達している。
リリー・リトヴァク
年齢 - 20歳
階級 - 海軍少尉→海軍中尉
第586女子戦闘機連隊長。本名は「リディア」だが、広大なソ連では正確に名前を発音出来ない人も多いため「リリー」と呼ばれている。姉御肌の性格をしており、部下たちに慕われている。
イタリア領東アフリカのマッサワ軍港での訓練中、皇室御召艦〈銀河〉の攻撃を受け、那子の操縦する〈海兎〉に恋人・アレクセイを撃墜される。それ以降、那子への復讐に執念を燃やす。後にライサの口利きで太平洋解放艦隊の航空参謀補佐となり、那子の命を狙う。
波木 小桜（なみき こざくら）
階級 - 日本皇宮警察巡査長→ソ連海軍中尉
那子の護衛を務める"ナコ・シスターズ"の一員。イスタンブールでチェロメイの人質となり、那子を逃がすため自決する。しかし、奇跡的に命を取り留め入院していたが、ソ連軍の捕虜となり薬物投与を受け洗脳され、ソ連軍の兵士となる。ソ連海軍航空隊第一外人部隊長として日本に配属され、那子の命を狙う。
南雲 忠一（なぐも ちゅういち）
階級 - 海軍中将
ソ連軍侵攻の際に捕虜となり、ソ連軍への協力を拒否したため拷問を受ける。それでも協力を拒んだため薬物投与され、精神を破壊され廃人にされる。
チェロメイによって戦艦〈ツングースカ〉艦長に祭り上げられ、政治宣伝に利用されてしまう。
アレクセイ・サロマーテン
階級 - 海軍中尉
第586女子戦闘機連隊の教官。リリーの恋人でライサの従兄。マッサワ軍港での訓練中、皇室御召艦〈銀河〉の攻撃を受け、那子の操縦する〈海兎〉に機体を撃墜され戦死。
ドミトリー・ブジョンヌイ
階級 - 海軍大尉
スターリンの筆頭秘書官。当初は臨時秘書官に過ぎなかったが、着任から間を置かずに取り巻きの筆頭として筆頭秘書官の地位を手にした。
マトヴェイ・チトフ
階級 - 陸軍大尉
スターリンの秘書官を務める政治将校。後に舞鶴収容所の所長に着任する。
ヴァレンチン・クラブチェンコ
階級 - 海軍少将
第一打撃機動部隊司令官。真珠湾攻撃の指揮を執る。スターリンの側近だが有能な訳ではなく、「何も失敗しなかった」という点においてスターリンに気に入られた。
コンスタンチン・ブダノヴァ
階級 - 海軍大佐
第一報復艦隊旗艦・戦艦〈ウラル〉艦長。常識家の軍人で手堅い作戦を提案するが、司令官のチェロメイには聞き入れられなかった。
ワレリー・ボラキレフ
階級 - 海軍大佐
太平洋解放艦隊旗艦・空母〈リガ〉艦長。応用は効かないが艦長としては有能であり、アスランも全幅の信頼を置いている。
スルータン・グレハヴィッチ
空母〈ケレメット〉艦長。アスランに心酔する将校の一人。
ニコライ・ヴィノグラードフ
階級 - 海軍大佐
潜水艦〈S201〉艦長。アスランの同志であり、アスランのために捨て身の作戦を指揮する。
ニコライ・ルーニン
階級 - 海軍大尉
潜水艦〈S105〉艦長。北太平洋海域の哨戒任務を担当する。
オレグ・ボリショフ
階級 - 海軍予備役中佐→海軍中佐
仮装巡洋艦〈ダルニッツァ〉艦長。ボスポラス海峡封鎖作戦に従事する。
ワシーリー・ソコロフスキー
階級 - 陸軍少将
エリート軍人。スターリンとは相性が悪い。かつての部下たちが危険に曝されていると聞き、第32赤旗狙撃師団長の任に名乗りを挙げ、連合軍との戦いの指揮を執る。
ウラジミール・レーニン
年齢 - 72歳
永代人民委員会議長。ソ連建国の父。
類まれなる才能と冷徹な戦略眼を以て、一代でソ連を大国に押し上げた。自らを神格化し、人民からは崇拝の対象とされている。その一方、対立者をことごとく粛清し、権力の座に執着する独裁者でもある。
長年に渡る革命活動と度重なる暗殺未遂の影響から、頭脳と身体の自由が効かなくなってきており、現在はモスクワ郊外のゴルキーで半隠居している。
レフ・トロツキー
年齢 - 63歳
国防人民委員長。共産党最高幹部であり、ソ連のナンバー2。アスランのパトロンでもある。
共産主義に盲目的なまでに心酔している理想主義者であり、作中では「政治家でも軍人でもない男」と評されている。弁舌が巧みなため人民からは熱烈な支持を得ているが、モスクワ政界では敵ばかりで孤立している。
レーニンによって後継者に指名され、「ソ連の癌」となりつつあるスターリンの排除を画策する。

### アメリカ合衆国
ウィリアム・F・ハルゼー
年齢 - 60歳
階級 - 海軍中将
太平洋艦隊の空母部隊指揮官。周囲からは「猪武者」と見られているが、実際は冷静な戦術家であり、状況に応じて作戦パターンを使い分けている。
政治的な動きに敏感であり、ソ連の顔色を窺い日本を切り捨てようとする政府や上官のキンメルを批判している。ソ連軍によって真珠湾が奇襲された際には、司令部の命令を無視して日本艦隊への加勢を独断で決め、多国籍合同艦隊の一翼を担うようになる。その際、部下に命令違反を指摘されるが「責任はオレが持つ」と宣言し、部下たちの戦意を駆り立てた。
矢追 淳一郎（やおい じゅんいちろう）
日本海軍嘱託の米国派遣技術交流団専任技師長としてアメリカに滞在しているマッド・サイエンティスト。医学博士号と工学博士号を持っており、10年間アメリカの大学院を渡り歩いていた。自身を天才と称し、「思考回路は600万ドルに値する」と公言している。滞在期間が長いため、アメリカの裏表に精通しており、様々なコネクションを持っている。〈Hシップ〉計画の総責任者だが、各兵器産業の開発にも参加しており、アメリカに技術提供を行っている。
カリフォルニア・シンドロームの際には医療チームの一員として救助活動に参加しており、那子とは面識がある。男色が趣味であり、東雲には良い顔をされていないが、「他人に強制したことは一度もない」と言い全く気にしていない。多国籍合同艦隊を兵器面でサポートしている。
ハズバンド・E・キンメル
階級 - 海軍大将
太平洋艦隊司令長官。官僚的な軍人であり、政府の言いなりになっている。真珠湾を奇襲されてなおソ連の顔色を窺い、日本艦隊を捕獲するよう命令しハルゼーを失望させた。部下のスプルーアンスの反乱によって失脚した。
レイモンド・A・スプルーアンス
階級 - 海軍少将→海軍大将
キンメルの部下。キンメルのやり方に反対し反乱を起こす。その後は太平洋艦隊司令長官に就任し、ハルゼーをサポートしている。
ジョージ・D・マーレ
階級 - 海軍大佐
空母〈エンタープライズ〉艦長。司令部の命令に逆らうハルゼーを制止しようとするが、ハルゼーに発破をかけられ行動を共にする。
ウィリアム・H・ブラッカー
階級 - 海軍中佐
ハルゼーの作戦幕僚。ハルゼーが下したソ連艦隊への攻撃を「司令部命令違反」と指摘した。
ハワード・H・ベンソン
階級 - 海軍大佐
戦艦〈ワシントン〉艦長。初代海軍作戦部長のウィリアム・シェパード・ベンソンの息子。
コネを使うことを嫌い実力のみで出世した苦労人だが、頑固な性格が災いし出世は遅い。部下の命を預かる身として最善を尽くそうと務めており、そのため融通が利かないことがしばしばある。
ウィリアム・クラーク
階級 - 海軍中佐
戦艦〈ワシントン〉副長。融通の利かないベンソンのフォローをしている。
ケネス・アーノルド
階級 - 海軍中尉
K部隊の隊員として東山と行動している。妻子をカリフォルニア・シンドロームで喪っている。
トーマス・F・マンテル
年齢 - 20歳
階級 - 陸軍軍曹→陸軍准尉
フライング・パンケーキのテストパイロットで那子の教官。軽口とジョークを好むため東雲には良い顔をされていないが、戦場では抜群の働きを見せる。
ジョセフ・E・ポインデクスター
年齢 - 72歳
ハワイ準州知事。オレゴン州出身の法律家でルーズベルトの推薦で知事となった。州庁の裏金問題とパイナップルの賞味期限偽装問題に取り組んでいる誠実な政治家。穏やかな口調で話すが、興奮するとオレゴン訛りが出る。海軍のスプルーアンスと陸軍のウォルター・ショートと組みキンメルへの反乱を起こす。
実在の人物だが、キャラクターモデルは東国原英夫。
ジョン・E・フーバー
FBI長官。大統領や大物議員のスキャンダルを握っており、アメリカ政界の情報を全て把握している。女装が趣味という変人で、矢追とは気が合う。その縁で矢追の陰謀に加担する。
アンナ・エレノア・ルーズベルト
年齢 - 57歳
大統領夫人。カリフォルニア・シンドロームの際には民間防衛団副団長として慰問活動に参加している。
夫・フランクリンとの関係は完全に冷え込んでおり、互いの利害を補うだけの仮面夫婦となっている。反共主義者であり、ソ連派の夫と決別して日本への協力を掲げ大統領に就任する。
フランクリン・D・ルーズベルト
大統領。ソ連派であり、日本艦隊を攻撃するソ連軍に協力する。
ハルゼーの独断攻撃によって世論が日本支持に動いたことへの弁明をするためソ連を訪問したが、レーニンに利用価値が無くなったと判断され、「国際思想犯」として逮捕・シベリアに流刑された。公式には「亡命」と発表されている。

### 大英帝国
サー・トーマス・フィリップス
階級 - 海軍中将
東洋艦隊司令長官。アメリカへ行く〈銀河〉の護衛を務める。当初は那子の護衛をすることを拒否していたが、那子の泣き落としを受け快諾した。
ジョン・C・リーチ
階級 - 海軍大佐
東洋艦隊旗艦・戦艦〈プリンス・オブ・ウェールズ〉艦長。当初は那子の護衛をすることを快く思っていなかったが、マッサワ軍港での那子の活躍を見て考えを改める。
ラドスラフ・ディーデック
階級 - 空軍中佐
第303飛行中隊指揮官を務める自由ポーランド軍の軍人。
シベリアに流刑されていたポーランド独立派の子供として生まれる。ポーランド独立後に、日本政府の支援でポーランドに帰国した。その時の恩を返すため、義勇軍として第1001飛行中隊指揮官となり日本艦隊に協力する。
波木 一郎太（なみき いちろうた）
年齢 - 18歳
階級 - 空軍二等飛行伍長
第1001飛行中隊で通訳兼パイロットを務めている日系二世。小桜の弟。通訳よりもパイロットの任務を望んでいるが、操縦技術が今一つで、出撃する度に撃ち落とされてしまう。

### トルコ共和国
ジェラム・バイラム
階級 - 海軍大佐
巡洋戦艦〈ヤウズ・セリム〉艦長。イスタンブールで那子の警備責任者を務めた。
ソ連軍の日本占領を聞き、那子を厄介者扱いしていたものの、自分の身よりも国民の身を案じる姿に感銘を受け、那子のボスポラス海峡脱出の援護をした。後に戦艦〈エルトゥール〉艦長に転任し、多国籍合同艦隊に参加する。

### その他
ジェフリー・N・パイク
イギリス系ユダヤ人の発明家。〈Hシップ〉の発起人だが行動力に乏しく、矢追の協力を得て開発にこじつけた。
ヘンリー・J・カイザー
年齢 - 60歳
アメリカの実業家。金銭に目がなく、利益になるものには何にでも関わりを持とうとし、〈Hシップ〉計画にも参加している。
当初はルーズベルトと連携していたが、彼が失脚すると手のひらを返し、エレノアに鞍替えした。
フェルッチオ・ランボルギーニ
外伝に登場したイタリア人技術者。イギリスに亡命後、英米に対空戦車を売り込み、氷山空母〈草薙剣〉に搭乗する。
ジュディ・ガーランド
年齢 - 20歳
アメリカの女優。『奇蹟の翼』で那子役として主演を演じ、1940年にアカデミー主演女優賞を受賞した。気まぐれな性格であり、撮影をドタキャンすることも珍しくない。
兵士を慰問するためアラスカを訪れた際に氷山空母〈草薙剣〉を目にし、無理を言って乗艦した。彼女の行動によって、艦が解体の危機に瀕する。
銀 静蕾（ギン・ジンレイ）
外伝に登場した華僑。"粘菌13号"を手に、スターリンに取引を持ち掛ける。
ローザ・ブルボン・レーニャ
外伝に登場したテロリスト。本作ではトロツキーに雇われており、スターリンの命を狙う。
クリスチャン・スカラシップ
外伝に登場したローザの部下。スターリンの乗るオルノーリョクを狙撃する。
ブラック・リー
外伝に登場したローザの部下。

## 登場兵器

### 大日本帝国
〈海兎〉
オートジャイロ。カリフォルニア・シンドロームで那子が使用したことで世界的な注目を集めた。
海軍の偵察機として運用されている。安全性に優れていることから、那子の専用機として皇宮警察が採用している。
〈星兎〉
〈海兎〉の改良型。
〈銀河〉
航空巡洋艦。皇室の外遊時の警備軽減を目的として建造された皇室御召艦。指揮艦としての性能を重視し、通信設備や速力・航続距離を充実させている。また、〈海兎〉を運用しており、後部甲板に格納庫を設置している。
皇室所属の艦艇のため、乗組員の大半は皇宮警察の職員である。
〈草薙剣（レッドアーク）〉/〈八咫鏡（ホワイトアーク）〉/〈八尺瓊勾玉（ブルーアーク）〉
氷山空母。洋上航空基地として建造されたため、陸海軍問わず、全ての航空機の運用が可能。一艦で最大900機を収納出来る。
艦内の移動は艦内列車とスケートで行う。
ユニコーン
〈草薙剣〉の副砲に相当する列車砲。
サイクロプス
〈草薙剣〉の主砲に相当する列車砲。

### ソビエト連邦
T27
東京制圧作戦に投入された小型戦車。
ツポレフTB-3
東京制圧作戦に投入された爆撃機。
ヤコブレフYak-1A
海軍航空隊の戦闘機。強度面で優れている。
イリューシンl-2T
海軍航空隊の戦闘機。重武装・重装甲だが航続距離が短い。
ペトリヤコフPe-8M
戦略爆撃機。ミッドウェー海戦に投入された。
〈ミンスク〉
太平洋艦隊旗艦の戦艦。
〈モロトフ〉
黒海艦隊所属の重巡洋艦。ボスポラス海峡封鎖作戦に投入された。
〈ピチカ〉
空母。マッサワ軍港に派遣された。
〈ダルニッツァ〉
病院船に偽装した仮装巡洋艦。ボスポラス海峡封鎖作戦に投入された。
〈ツングースカ〉
ソ連軍に接収された戦艦〈武蔵〉。一艦で多国籍合同艦隊を相手に出来る能力を有する。
オルノーリョク
ソ連軍が開発したオートジャイロ。〈海兎〉よりは性能が劣る。
スターリン・チーグル
スターリン専用の超重戦車。多砲塔戦車であり、主砲・副砲・対空砲・噴進弾を装備している。

### アメリカ合衆国
F0J
矢追の技術提供により開発された"アメリカ製零戦"。
B23"ドラゴン"
中型爆撃機。企業競争に敗れ生産中止に追い込まれたが、生産分は輸送機として転用された。
マーチンPB2M"マーズ"
飛行艇。武装兵108名を輸送可能。
フライング・パンケーキ（極光）
円盤翼機。現在二機運用されており、機体の色から"シルバー・マンタ"、"ダーク・マンタ"と呼ばれている。
サンダーバード（雷神）
大型爆撃機。〈草薙剣〉で運用されている。
ファランクス
陸海軍の対空列車。〈草薙剣〉で運用されている。

### 大英帝国
〈プリンス・オブ・ウェールズ〉
東洋艦隊旗艦の戦艦。

### トルコ共和国
〈ヤウズ・セリム〉
巡洋戦艦。ドイツ帝国から譲渡された〈ゲーベン〉を艦名変更したもの。
〈エルトゥール〉
戦艦。元はイギリス戦艦〈レパルス〉。
戦後を睨んだチャーチルによって、金貨1枚でトルコ政府に売却された。

## 用語
新黒死病
病名"爆裂性筋膜炎"。感染すると36時間以内に死亡する。致死率90%で子どもを中心に流行した。
低温に弱く、三週間摂氏5℃以下で冷やすと発症しないことが判明している。
カリフォリニア・シンドローム
1938年4月、アメリカ西海岸を中心に発生した、新黒死病によるパンデミック。これによりアメリカの国力は大幅に衰退した。
また、日本が積極的に支援を行い、日米関係の改善に繋がった。支援に参加した那子が世界的に注目を集めることにもなった。
"粘菌13号"
新黒死病の病原菌。カリフォリニア・シンドローム後に、各国が研究のため持ち帰った。
『奇蹟の翼』
1939年に上映された映画。カリフォルニア・シンドロームを題材に、那子を主役にしたセミ・ドキュメンタリー。監督はセシル・B・デミル、那子役はジュディ・ガーランド。アカデミー作品賞を受賞した。
那子を世界的に有名にした作品であるが、日本人の那子をアメリカ人が演じている点や、劇中のアメリカ政府の対応が現実よりも美化されている点などから、矢追には「駄作」「政治利用の好例」と酷評されている。
エルトゥール号事件
トルコが親日国となる契機となった事件。
アラスカ共和国事件
1924年春、アラスカ・アンカレジにおいて、レーニンの指示を受けたアレクサンドル・クラスノシチョーコフが独立を宣言した事件。1926年秋にアメリカ軍によって鎮圧された。
この事件を機に、当時アメリカを仮想敵国と見なしていた日本がソ連に接近。技術提供などを行い、日ソの蜜月関係を築く契機となった。
満州事変
史実とは異なる展開を見せた極東の軍事的動乱。
柳条湖事件後に、極東ソ連軍が満州に侵攻。関東軍を駆逐し満州全土を制圧。1931年11月1日に傀儡国家・満州社会主義人民共和国が建国された。この事件を機に、日ソの蜜月関係は終焉を迎えた。
新3・1運動
1934年3月に発生した朝鮮の独立運動。ソ連軍が介入し、1936年8月15日に傀儡国家・全朝鮮共和国が建国された。
この事件により、日本は大陸における権益を全て失うことになった。
ソウルの春事件
ソ連軍による弾圧事件。ソ連からの完全独立を目指すテロが活発化し、金枓奉国家主席が暗殺される事件が発生した。
これを機に1937年8月9日、ソ連軍が軍事介入し朝鮮全土を制圧。反対派の大虐殺を行い、武装解除を強制した。
ペトログラード条約機構
1936年に締結された独ソ伊の軍事同盟。1941年8月には海軍基地相互乗り入れ提携が行われた。
新まやかし戦争（ニュー・フォニー・ウォー）
1941年2月1日、バトル・オブ・ブリテンの失敗により、ヒトラーが一方的に休戦を宣言したことで訪れた疑似的な平和。
月作戦（オペレーション・ムーン）
ソ連政府が策定した「全アジア革命段階移行計画」。満州支配・朝鮮支配・日本支配の三段階から成る。
極東平和創造空港
ソ連軍の日本占領後に名称が変更された羽田空港。
第三ヴラジヴォストーク市
スターリンによって名称が変更された東京。
ハワイ沖海戦の敗北により、モスクワから東京に査問委員団が派遣されることを聞いたスターリンが「"東京"が無くなれば査問されない」と考え改名した。
官僚国家・ソ連では書類の文面が絶対であるため、この名称変更により査問委員団の派遣は中止された。
名称のモデルは第3新東京市。ちなみに、第二ヴラジヴォストーク市は釜山。
スターリン・ライン
東京を隔離するために建造された、内塀・外塀の二重構造の壁。
イスタンブール・コミューン
レーニンの指示でトルコ・イスタンブールで起こった革命運動。
大東京革命臨時政府
占領した日本を統治する傀儡政権。メンバーはロシア人のみで構成されている。
〈Hシップ〉計画
英米日協同による氷山空母建造計画。元々は新黒死病患者専用の病院船として建造されていたが、ソ連軍の日本占領という事態を受け、空母へと変更された。
"ナコ・シスターズ"
内親王直属衛士隊。那子の護衛とお目付け役を兼務している。
K部隊
日本各地に散らばる実動部隊。連合軍の本格的反攻作戦の準備として、日本に潜伏している。主な任務は情報収集とソ連軍に接収された艦艇の破壊。
東京48時間戦争
ソ連軍と連合軍との最終決戦。

## 備考
- 本作は編集部から提示された原案を基に執筆されたが、提示された原案の内容が、あまりにも過激かつ不穏当なものであったため、作者による大幅な改編が行われ、「ソ連軍による日本占領」という部分以外は全て変更されている[4]。
- 桃園宮那子と矢追淳一郎は、原案の時点で既に設定されていた。
- 作者は「皇室」「内親王」という存在を書くにあたり、実在の皇族と人物像が被らないように配慮したと語っている[4]。
- 当初、編集部の意向で「日本」国号の使用が禁止され、別の名称[5]が提案されたが、作者の強い反対により、「日本」国号の使用が認められた。

## 書籍
- 女皇の帝国 内親王那子様の聖戦 （2007年6月15日発行） ISBN 978-4584179512
- 女皇の帝国 内親王那子様の聖戦2 （2008年3月1日発行） ISBN 978-4584179543
- 女皇の帝国 内親王那子様の聖戦3 （2008年9月1日発行） ISBN 978-4584179574
- 女皇の帝国 内親王那子様の聖戦4 （2009年12月1日発行） ISBN 978-4584179659
- 女皇の帝国 内親王那子様の聖戦5 （2010年4月1日発行） ISBN 978-4584179673
- 女皇の帝国 内親王那子様の聖戦6 （2010年8月1日発行） ISBN 978-4584179697